# Golem (obwód Fier)
Golem – jednostka administracyjna i miejscowość w środkowo-zachodniej Albanii, w obwodzie Fier i gminie Lushnja.
Do czerwca 2015 r. była samodzielną gminą, jednak w wyniku reformy administracyjnej - zmniejszającej liczbę tych jednostek w Albanii z 373 do 61 - została połączona z dziesięcioma innymi byłymi gminami, tworząc nową gminę Lushnja. W 2011 r. populacja dawnej gminy Golem wynosiła 5243 osoby, w tym 2552 kobiety oraz 2691 mężczyzn, a 65,92% mieszkańców stanowili Albańczycy.
Jednostka administracyjna Golem obejmuje następujące wsie: Allprenaj, Golem i Madh, Golem i Vogël, Hajdaraj, Plug oraz Shegas.